# 阿爾帕塔山
14°03′45″S 70°15′46″W / 14.06250°S 70.26278°W
阿爾帕塔山（Allpajata），是秘魯的山峰，位於該國東南部普諾大區，處於伊圖瓦塔區和馬庫薩尼區接壤邊界，屬於卡利亞瓦亞山脈的一部分，海拔高度約5,100米。